# Steviozidă
Steviozida este o glicozidă derivată de la steviol, care este utilizată ca îndulcitor și înlocuitor de zahăr. Nu există dovezi că ar avea efecte pe termen lung în vederea reducerii greutății corporale sau riscului de boli cardiovasculare.

## Sursă
Steviozida este principalul compus dulce din frunzele speciei Stevia rebaudiana (împreună cu rebaudiozida A), aceasta fiind o plantă originară din America de Sud. Frunzele uscate și extractele apoase au fost utilizate de zeci de ani ca îndulcitor în multe state, în special în America Latină și Asia (Japonia, China).